# Strada nazionale 188 (Argentina)
La strada nazionale 188 (Ruta Nacional 188 in spagnolo) è una strada statale argentina che unisce il porto fluviale di San Nicolás de los Arroyos, nel nord della provincia di Buenos Aires, con le province di La Pampa, San Luis e Mendoza.

## Percorso
La strada origina presso la cittadina di San Nicolás de los Arroyos, posta lungo le sponde del Paraná, e, dopo aver intersecato l'autostrada Buenos Aires-Rosario, prosegue in direzione sud-ovest attraversando le cittadine di Pergamino, dove interseca la strada nazionale 8, e Junín, dove interseca la strada nazionale 7.
All'altezza di Lincoln la strada volge in direzione est-ovest, attraversando le cittadine di General Villegas, dove interseca le strade nazionali 33 e 226, Realicó, dove interseca la strada nazionale 35, Nueva Galia sino a giungere a General Alvear, nell'est della provincia di Mendoza, dove termina il suo percorso intersecandosi con la strada nazionale 143.